# ایوان بورگیس
ایوان بورگیس (انگلیسی: Yvan Bourgis؛ زادهٔ ۲۴ سپتامبر ۱۹۷۹) بازیکن فوتبال اهل فرانسه است.
از باشگاه‌هایی که در آن بازی کرده‌است می‌توان به باشگاه فوتبال استاد برستوا ۲۹ و باشگاه فوتبال کلرمون فوت اشاره کرد.